# Tetracme pamirica
Tetracme pamirica är en korsblommig växtart som beskrevs av I.T. Vassilczenko. Tetracme pamirica ingår i släktet Tetracme och familjen korsblommiga växter. Inga underarter finns listade i Catalogue of Life.